# Fleur de Lampaul
La Fleur de Lampaul è una nave bretone la cui costruzione iniziò nell'ottobre 1947. Oggi è di proprietà di Gilles e Sylvie Auger dirigenti della società Nordet Croisière e del Chantier Naval Bernard. Fleur de Lampaul effettua crociere che partono da Saint-Vaast-La-Hougue.

## Proprietari dellaFleur de Lampaul
- 1948-1975: Famiglia Le Guen, originaria di Lampaul-Plouarzel
- 1975-1985: François Bescond
- 1985-2002: Charles Hervé-Gruyer
- 2002[2]-2010: Fondation Nicolas-Hulot
- 2010-oggi: Gilles e Sylvie Auger

## Storia

### Attività iniziale
La barca Fleur de Lampaul è una barca francese costruita tra il 1947 e il 1948 dai cantieri Keraudren di Camaret per conto della famiglia Le Guen di Lampaul-Plouarzel. Per questa costruzioni sono stati necessari 300 m³ di quercia. Il varo è avvenuto il 9 aprile 1948.
Fino al 1952, data in cui François Le Guen decise di lasciare la professione per fare il commerciante, questa azienda familiare è stata composta dai tre fratelli Le Guen : Yves, Jacques e François e da Jean-Yves Joncqueur, marito della loro sorella Jeanne. Da quella data fino al 1971, hanno navigato in tre finché Jean-Yves Joncqueur fu costretto a smettere a causa di un problema visivo che lo rendeva inadatto alla navigazione. Dal 1971 al 31 dicembre 1974, data di disarmo della Fleur de Lampaul, solo Yves e Jacques navigavano a bordo di essa.

### Riconversione

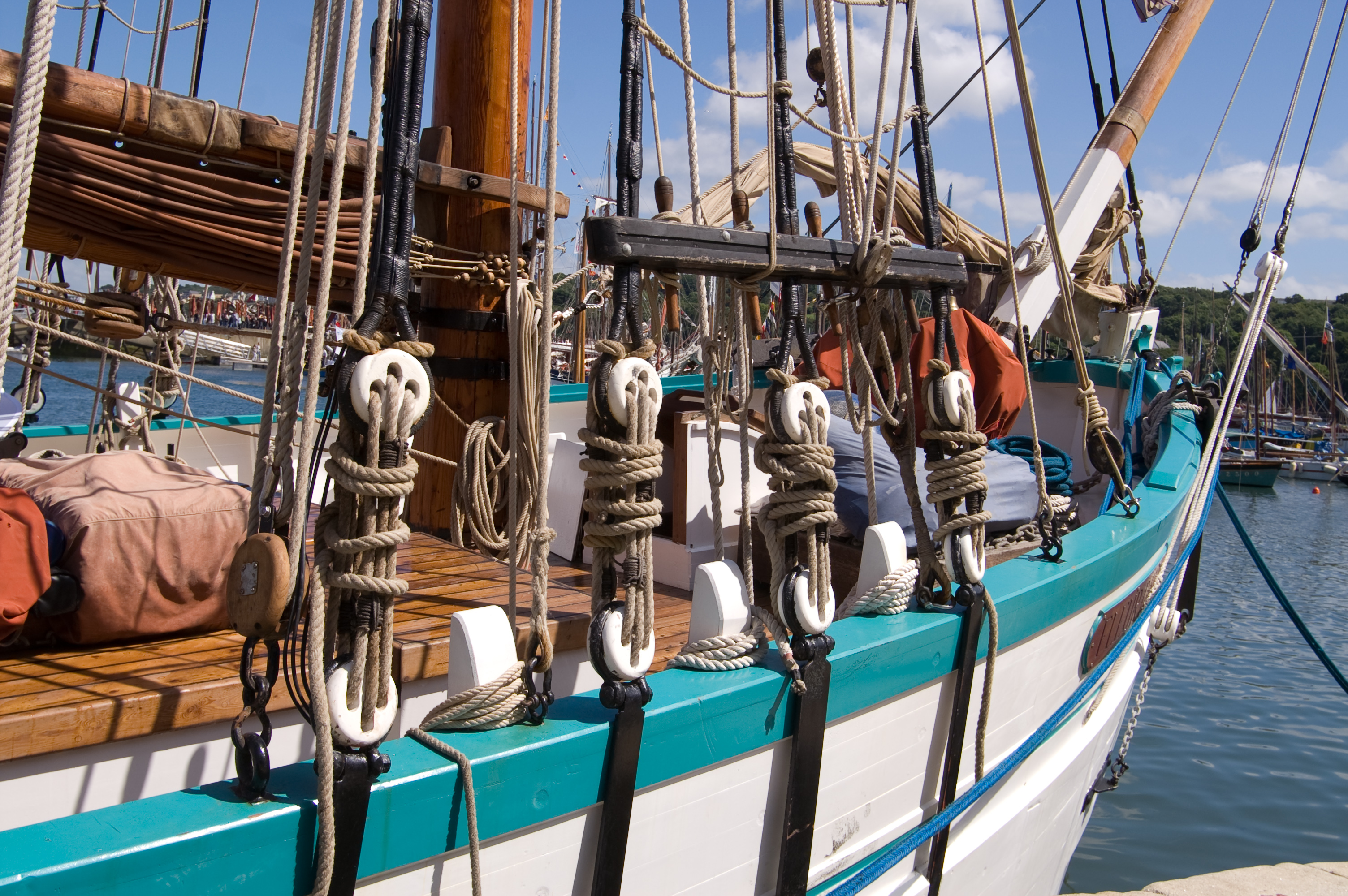
Fleur de Lampaul

#### Nave scuola
Venne poi venduta al signor Bescond di Saint-Pabu che la utilizzò per l'estrazione della sabbia dell'Aber-Benoît per un decennio. La barca è stata completamente motorizzata e la vela è stata rimossa. Nel 1983, la Fleur de Lampaul è stata abbandonata su una piana fangosa dell'Aber-Benoît.
È a partire dal 1985 che il suo destino cambiò radicalmente quando divenne una nave scuola disposta ad accogliere bambini e ragazzi con l'obiettivo di dare ad essi una formazione culturale.
Nel 1987 è stata classificata come monumento storico e divenne libreria itinerante fino al 1990. In seguito è divenuta un veliero oceanografico di bambini che accoglie a bordo scienziati.

#### Serie di documentari
A partire dagli anni '90, i bambini imbarcati sulla Fleur de Lampaul intraprendono dei viaggi intorno al mondo. Questi viaggi saranno documentati in una serie di documentari diretti da Charles Hervé-Gruyer :
- Les Enfants dauphins ou L'Extraordinaire Aventure (1991),
- Peuples de l'eau (1993), serie documentaristica in 16 episodi nella quale alcuni bambini partono per 26 mesi alla scoperta della flora e della fauna degli oceani[3].
- Jeunes marins reporters (1997), serie documentaristica trasmessa su La Cinquième (poi ritrasmessa su Canal J e ancora su Gulli) dove i bambini svolgono un giro del mondo a bordo della Fleur de Lampaul alla scoperta delle meraviglie naturali e culturali. Nel corso di questo viaggio essi incontrano gli indiani Wayana dell'Amazzonia e scopromo le balene bianche. Questa serie è stata poi montata in tre film:
  - Océan: En route vers l'Amazonie (1997)
  - Baleines: Mers du sud et récif de corail (1997)
  - Amazonie: Les indiens Wayanas (1996)
- L'Appel de la mer (1997), serie documentaristica in 12 episodi che racconta di un viaggio di tre mesi sulla costa francese che dà la possibilità ai bambini di scoprire il mondo marittimo.
- Les Enfants de l'an 2000 (1999-2001), serie documentaristica in 26 episodi trasmessa su La Cinquième nella quale bambini di differenti nazionalità compiono un viaggio in tutto il mondo della durata di tre anni. L'obiettivo del viaggio è ancora una volta quello di educare i bambini sui legami tra uomo e natura, alla vigilia del nuovo millennio. Tra i luoghi visitati sono da ricordare Capo Verde, Cuba, Cipro, Nuku Hiva, la Melanesia e il parco nazionale Kakadu in Australia[4].

Sono stati pubblicati anche alcuni libri:
- Le Tour du monde par les îles, di Raphaëlle Bergeret e l'equipaggio della Fleur de Lampaul, Gallimard Jeunesse :
  - Enfants de l'Atlantique, de Madère au Cap-Vert, 1999 ISBN 2-07-052727-1
  - Enfants des Caraïbes, de la Guyane à Panama, 1999 ISBN 2-07-052970-3
  - Enfants de Polynésie, de l'île de Pâques à Tahiti, 2000 ISBN 2-07-054307-2
  - Enfants d'Océanie, de Nouvelle-Calédonie en Austrie, 2001 ISBN 2-07-054515-6
  - Enfants de l'océan Indien, de Bali aux Maldives, 2001 ISBN 2-07-054934-8
  - Enfants de Méditerranée, de Chypre aux Éoliennes, 2001 ISBN 2-07-054935-6

#### Fondazione Nicolas-Hulot

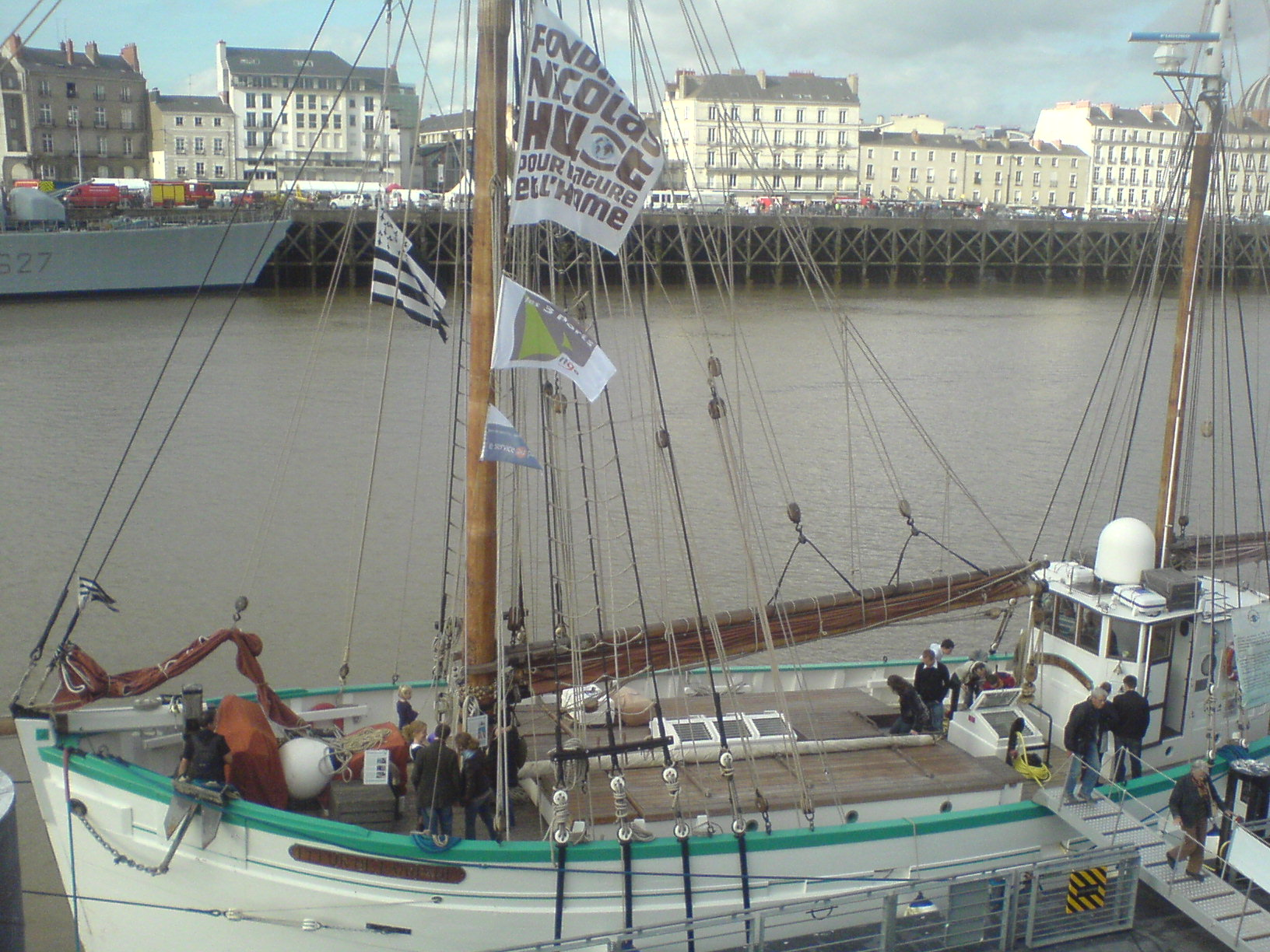
La Fleur de Lampaul accostata al pontile dei cantieri su l'Île de Nantes in occasione dell'inizio della Solidaire du Chocolat (ottobre 2009)

Nel 2002 la nave fu acquistata dalla Fondazione Nicolas-Hulot. Come tale mantenne pienamente il suo utilizzo pedagogico. La nave è stata completamente restaurata tra il 2004 e il 2005 al cantiere Bernard de Saint-Vaast-la-Hougue nella penisola di Cotentin. Il suo porto di attracco è attualmente Lorient.